# Balthazar Getty
Paul Balthazar Getty, född 22 januari 1975 i Tarzana norr om Los Angeles, är en amerikansk skådespelare och fotomodell. Getty spelar agenten Thomas Grace i tv-serien Alias. Han är gift med Rosetta Millington och har fyra barn.
Balthazar Getty har varit fotomodell för Versace, Calvin Klein och Tommy Hilfiger.

## Filmografi i urval
- 1990 – Flugornas herre
- 1990 – Young Guns II
- 1991 – Where the Day Takes You
- 1991 – Påven sitter löst
- 1994 – Natural Born Killers
- 1995 – Judge Dredd
- 1995 – Mr. Holland's Opus (ej krediterad)
- 1996 – Den vita stormen
- 1997 – Lost Highway
- 2002 – Gänget från Brooklyn
- 2003–2004 – Förhäxad (TV-serie) (sex avsnitt)
- 2004 – Ladder 49
- 2005 – Feast
- 2005–2006 – Alias (TV-serie) (17 avsnitt)
- 2006 – The Tripper
- 2006–2011 – Brothers & Sisters (TV-serie) (92 avsnitt)
- 2014 – The Judge
- 2017 – Twin Peaks